# Нанбански трговачки период
Нанбански трговачки период (南蛮貿易 - Нанбан боеки или трговина јужних варвара, 1543—1650) је историјски период Јапана, који се рачуна од тренутка доласка првих Европљана 1543., па до њиховог скоро потпуног протеривања из Јапана 1650. године.
У овом периоду, по наредби кинеског цара, пекидају се сви односи са Јапаном; укључујући и трговинске односе. Такво стање, најбоље ће успети да искористе Португалци, оснивањем трговинских однаса са те две земље (превозећи кинеску свилу и порцелан у изоловани Јапан).

## Европљани су за Јапанце Варвари
Нанбан (南蛮), би се са јапанског језка могло превести као јужни варварин. Први Европљани који су стигли били су Португалци и Шпанци, а касније стижу Холанђани и Енглези.
Сви Европљани су за Јапанце били варвари, због понашања, које није било примерено цивилизованом Јапану.
"Једу прстима, уместо да користе штапиће. Показују своје осећаје без само-контроле. Не разумевају значење написаних слова."
Ипак Јапанци убрзо прихватају неке технологије и део културе посетилаца. На војном плану, преузимају пушке аркебуза и европске бродове, а на пољу религије индоктринира се католицизам.

## Европски опис Јапана
Према речима Марка Пола, богатсво и раскош Јапана било је велико. Оваквим тврдњама, знатно ће допринети популаризацији Јапана у ренесансној Европи и ширењу трговинских односа (Јапан је био велики извозник сребра и бакра).
За Јапан се сматрало да је феудално друштво високе културе и јаке прединдустријске технологије. Био је много насељенији и урбанизованији од европских земаља. У 16. веку, Јапан је имао 26 милиона становника, док је Француска имала 16 милиона, а Енглеска 4,5 милиона. Будистички универзитети су били већи од било ког универзитета Запада у то време. Тадашњи европски посматрачи закључују да Јапан не само да је био изнад осталих источних народа, него да надмашује и Европљане.
Први европски посетиоци Јапана, били су задивљени квалитетом њихових занатских и ковачких радова. Јапан је имао релативно мало гвожђа, кога је у Европи било у већим количинама. Међутим, развијају се мајстори обраде гвожђа. Њихов бакар и челик, био је најбољи на свету, а сабље најоштрије.
Док је већина људи у Европи користила рукаве за брисање носа у Јапану се тада користе папирне марамице. Када је самурај Хасекура Цуненага дошао у посету у Француску 1615, о њему је написано: 
"Они никад не дотичу храну прстима, него уместо тога користе два мала штапића, којега држе са три прста. Своје носеве бришу меким свиленкастим папирима величине руке. Папире никад не користе два пута, тако да их бацају након употребе....
Њихове сабље секу тако добро да могу срезати папир само стављајући га на ивицу сабље и дувајући у њега."

## Трговачка размена
Убрзо после првог контакта 1543. португалски бродови су почели стизати у Јапан. У то време постојала је трговина између Португалије и Гое. У Лисабону би се 3 до 4 каравеле (какве је користио Кристифор Колумбо) накрцале сребром, како би касније купиле памук и зачине у Индији. Од тих, само једна би отишла за Кину, да купи свилу у замену за сребро.
Терет првих португалских бродова, који су стизали у Јапан састојао се од кинеске робе (свила, порцелан). Трговина између Кине и Јапана обављала се у почетку са 4 мања брода. Јапанци сами, нису могли трговати са Кином, јер је кинески цар увео забрану контаката са Јапанцима, као казну за пљачкашке упаде јапанских пирата по кинеској обали.
Португал је основао насеобину Макао 1557. и признат је за трговинског партнера Кине. Португал почиње да контролише трговину са Јапаном, па на аукцији продаје Право трговине са Јапаном, ономе капетану који понуди највише. Од тада је ишла једна велика каравела годишње са теретом за Јапан. Те каравеле су имале између 1000 и 1500 тона. Трговина се одржавала све до 1638, када се забрањује због кријумчарења католичких свештеника у Јапан.
Португал добија конкуренцију, кинески кријумчари, јапански државни бродови Црвеног Печата од 1592. (10 бродова годишње), шпански бродови из Маниле од 1600. (1 брод годишње), Холанђани од 1609. и Енглези од 1613. (један брод годишње).

## Холанђани се укључују у трговину
Холанђани су први пут стигли 1600. године, а капетан њиховог првог брода је био Енглез Вилијам Адамс, који је постао први страни самурај; а послужиће и као инспирација за дело Шогун, Џејмса Клавела. Ијејасу Токугава је позвао Холанђане да обављају трговину 1605, али тада то они нису могли из разлога снажних португалских ометања у југоисточној Азији. Ипак 1609. успевају да добију трговачке привилегије захваљујући високом положају Вилијама Адамса као самураја у Јапану.
Холанђани почињу борбу против Шпанаца и Португалаца пиратским акцијама, а после 1638. једини добијају дозволу трговине са Јапаном.

## Технолошка и друга размена

### Нанбанско оружје
Јапанци су се јако интересовали за португалско оружје. Први Португалци су стигли у току периода зараћених држава (Сенгоку период) у Јапану.
Португалци са собом доносе пушке типа аркебуза и муницију какву Јапанци до тада нису видели (знали су једино за барут, пренет из Кине). Користили су и кинеске пушке и топове 270 година пре доласка Португалаца. Али португалске пушке су биле далеко напредније и лаганије. Механизми за окидање и нишањење, такође су били далеко бољи.
Чувени даимјо Ода Нобунага, који је скоро ујединио Јапан много је користио аркебузе у биткама, а у бици код Нагашина аркебузе су одиграле кључну улогу. Пушке су одиграле битну улогу и у уједињењу Јапана под Ода Нобунагом, Тојотомијем Хидејошијем и Ијејасу Токугавом, као и у инвазијама на Кореју, 1592. и 1597. године.
Након упознавања новог оружја јапански ковачи и занатлије успевају да сами почну производити пушке, али у почетку слабијег квалитета. Педесет година касније Јапан има више пушака него иједна земља на свету.

### Нанбански бродови
Јапанци су били импресионирани европским бродовима, посебно каравелама. Сами мењају систем градње бродова копирајући елементе оних из Европе. 
Шогунат је основао систем комерцијалних подухвата на овлашћеним бродовима, тзв. бродовима Црвеног Печата. Они су обављали трговину по источној и југоисточној Азији, и на њих су додавани многи нови елементи дизајна европских бродова; као што је кормило и положај топова. До средине 17 века шогунат гради и неколико бродова по искључиво европском дизајну, уз помоћ страних стручњака.

## Католицизам у Јапану
Након доласка језуита Франсиско Ксавера у Јапан (1549), католицизам ће значајно почети да се развија. Толеранција према покрштавању, постојала је због значаја трговине са Кином, (коју је извршавао Португал). До краја 16. века, у Јапану ће број католика порасти на 200.000, и то већином на острву Кјушу. Услед таквих околности, језуити успевају да добију јурисдикцију над Нагасакијем.
Јапански католици су постали марионете португалске пропаганде. Видевши да се превише мешају у унутрашње послове и ратове, ујединитељ Јапана Тојотоми Хидејоши, наређује да се сви католички свештеници сепортују из Јапана. Због недовољно добре организације овај подухват није успео и резултоваће минималним одласком страног свештенства (свега 3 од 130 свештеника).
Када 1596. године, Хидејоши сазнаје (од једног навигатора шпанског брода) да предстоји претња инвазије Шпанаца на Јапан, он убија 26 најистакнутијих католика у Нагасакију. Могуће је да су језуити желели да сузбију конкуренцију фрањеваца из Шпаније. Иако је око 100 цркава после тога уништено, језуити су остали у Јапану.
Ијејасу Токугава забрањује 1614. католицизам, па језуити почињу рад из илегале и потпомагање побуне протиб шогуната. После 1616. и Токугавине смрти наставља се прогон католика. Задња већа католичка реакција је била Шимабара побуна 1637.

## Опадање нанбанске трговине
После уједињења и смиривања Јапана 1603. под Ијејасу Токугавом, Јапан се почео затварати пред нанбанима (јужним варварима) првенствено због расуће опасности од католицизма.
Године 1650. постоји још само холандска трговачка испостава у Нагасакију и нешто трговине са Кином. Кажњава се строго прелаз на католицизам. Пушке се скоро потпуно укидају и прелази се на „цивилизованије“ мачеве. Забрањује се путовање ван земље и градња великих бродова. Почиње период изолације, мира, просперитета и благог напретка Едо периода.

## Дешавања
- 1543 — Португалци стигли први пут у Јапан и донијели пушке аркебузе
- 1549 — језуит Франсиско Ксавер стигао у Кагошиму
- 1555 — Португалци оснивају Макао и шаљу трговачке бродове у Јапан.
- 1570 — Јапански пирати заузимају део Тајвана одакле нападају Кину.
- 1575 — Битка код Нагошина, где се много користило ватрено оружје
- 1577 — Први јапански бродови плове у Кочин, Кина
- 1579 — језуит Александар Валигано стиже у Јапан
- 1580 — језуити добијају Нагасаки од католичког даимјоа Ариме Харуноблуа
- 1584 — Манкио Ито стиже у Лисабон са три друга Јапанца и једним језуитом
- 1588 — Хидејоши забрањује пиратство
- 1592 — Јапанска инвазија на Кореју са 160.000 војника

— прво спомињање бродова Црвеног Печата
- 1597 — убијање 26 католика у Нагасакију
- 1600 — Долазак Вилијама Адамса на броду Лифде
- 1600 — Битка код Секигахаре уједињава Јапан, а на власти је Ијејасу Токугава
- 1602 — Холандски ратни бродови нападају португалску каравелу близу Малаке
- 1603 — Седиште шогуната постаје Едо

— Енглези успостављају базу у Батнаму на Јави
- 1605 — Два морнара са брода од Вилијама Адамса су послани да позову Холанђане да обављају трговину са Јапаном
- 1609 — Холанђани отварају трговачку базу у Хираду
- 1613 — Енглези отварају трговачку базу у Хираду

— Хасекура Цуненага одлази у посланство у Америку и Европу. Врађа се 1620.
- 1614 — Језуити протерани из Јапана. Забрана католицизма.
- 1615 — Јапански језуити започињу покрштавање у Индонезији
- 1616 — Умро Ијејасу Токугава.
- 1623 — Енглези затварају базу у Хираду, јер им није профитабилна

— Забрана трговине са Шпанијом
- 1624 — Прекид дипломатских односа са Шпанијом

— Јапански језуити почињу покрштавање у Тајланду
- 1628 — Шпанска флота потапа један јапански брод Црвеног Печата у Тајланду. Португалцима се забрањује трговина на 3 године.
- 1637 — Шимабара побуна католичких сељака
- 1638 — Коначна забрана трговине са Португалом
- 1641 — Холанђани премештају своју базу у Нагасаки